# Hop Harrigan America’s Ace of the Airways
Hop Harrigan America’s Ace of the Airways ist ein 1946 erschienenes, fünfzehnteiliges Schwarz-weiß-Serial über die gleichnamige Comicfigur von DC Comics.

## Handlung
Zu Beginn der Geschichte verlässt Hop Harrigan, einer der besten Piloten des United States Army Air Corps, das Militär. Er und sein Mechaniker „Tank“ Tinker eröffnen einen kleinen Charterflugdienst. Die beiden werden von J. Westly Arnold angeheuert, um den Erfinder Dr. Tabor in sein geheimes Labor zu fliegen, wo er an einer neuen und leistungsstarken Maschine zur Energieerzeugung arbeitet.
Ein mysteriöser Bösewicht namens „The Chief Pilot“ ist jedoch auch entschlossen, die neue Energiequelle für seine eigenen Zwecke zu missbrauchen. Er benutzt eine zerstörerische Strahlenkanone, um Hops Flugzeuge zu beschädigen und Dr. Tabor zu entführen. Hop and Tank, unterstützt von Gail Nolan und ihrem jüngeren Bruder Jackie, können den Antagonisten und seine Handlanger zwar besiegen, erfahren dadurch aber nur von einer viel größeren Bedrohung. Dr. Tabor ist verrückt und verfolgt einen schrecklichen Plan, die Erde zu zerstören. Nur Hop Harrigan kann ihn aufhalten.

## Teile
Die Handlung wurde in 15 Abschnitten präsentiert:
1. A Mad Mission
2. The Secret Ray
3. The Mystery Plane
4. Plunging Peril
5. Betrayed by a Madman
6. A Flaming Trap
7. One Chance for Life
8. White Fumes of Fate
9. Dr. Tobor's Revenge
10. Juggernaut of Fate
11. Flying to Oblivion
12. Lost in the Skies
13. No Escape
14. The Chute that Failed
15. The Fate of the World

## Produktion
Hop Harrigan basiert auf den All-American Comics und dazugehörigen Radioserien von Jon L. Blummer. Der Film entstand zum größten Teil vor Studiokulissen, es fanden aber auch Dreharbeiten außerhalb des Studios statt, etwa am Flughafen. Zu den in Hop Harrigan verwendeten Flugzeugen gehörten eine Boeing-Stearman Model 75, Bellanca Cruisair und Stinson Junior.